# Делакур, Жюль
Жюль Делакур (фр. Jules Delacour; 2 июля 1798 — 1869) — французский и швейцарский литератор и музыкальный педагог.
В 1831—1844 гг. держал в Париже типографию и книжный магазин, одновременно делая карьеру в управлении почт, где дослужился до должности заместителя начальника дирекции почтовых пароходов. Наиболее известен как издатель музыкального журнала Le Pianiste (с фр. — «Пианист»; 1833—1835) под редакцией Анри Лемуана и Шарля Шольё — заметного события в музыкальной жизни Франции середины XIX века (в некоторых источниках, восходящих к Франсуа Жозефу Фети, эта роль ошибочно приписывается композитору Венсану Делакуру). Виолончелист-любитель, известны его выступления 1830-х гг. в парижских благотворительных концертах.
В 1844 году продал типографию и магазин своему дяде Лорану Теодору Делакуру и перебрался в Женеву, где стал преподавать в Женевской консерватории. Сыграл важную роль в преодолении молодым учебным заведением политической нестабильности середины 1840-х гг., в связи с чем в 1849 году был назначен её директором. Провёл организационные реформы, упорядочив стандарты преподавания; был пропагандистом педагогической методики Луи Вильема, некоторое время сам преподавал курс сольфеджио по методу Вильема. Вышел в отставку в 1859 году.
Опубликовал комедию в стихах «Женитьба на деньгах» (фр. Le mariage d’argent; 1827), сборники стихов «Один год в Тоне» (фр. Une année à Thonex; 1853) и «Женевские воспоминания» (фр. Souvenirs de Genève; 1853), а также, отдельным изданием, небольшую поэму в честь Литературного общества Женевы (фр. La société littéraire de Genève; 1865); в первый из стихотворных сборников вошли также несколько эссе из неизданного философского сочинения Делакура «Определения» (фр. Définitions). В 1848 году под редакцией Делакура вышло второе издание мемуаров Огюста де Лагарда-Шамбона «Воспоминания о Венском конгрессе».